# (2288) Karolinum
(2288) Karolinum (1979 UZ) – planetoida z pasa głównego asteroid okrążająca Słońce w ciągu 4,97 lat w średniej odległości 2,91 au. Odkryta 19 października 1979 roku.